# Fair Trade Services

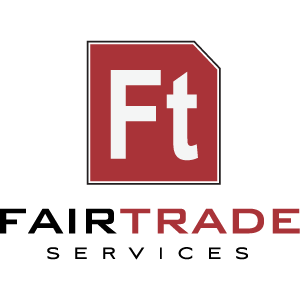
Logo de Fair Trade Services

Fair Trade Services es un sello discográfico estadounidense con sede en Brentwood (Tennessee), especializado en música cristiana contemporánea. 

## Historia
El sello fue fundado en 1999 como INO Records, una división de M2 Communications. Integrity Media adquirió la etiqueta en 2002. En 2011, la etiqueta se vendió a David C. Cook, quien la rebautizó como Fair Trade Services.

## Plantilla actual
| - 33Miles - Addison Road - The Afters - Building 429 - Caedmon's Call - Chasen - Decyfer Down - Jonny Diaz - Disciple - Echoing Angels - Disciple | - Mike Farris - Flyleaf - The Fray (Epic Records/ INO Records) - Sara Groves - Mark Harris - MercyMe - Bart Millard - Stellar Kart | - Sandi Patty - Phillips, Craig & Dean - P.O.D. (Columbia Records/INO Records) - Chris Rice - Skillet - Derek Webb - Phil Wickham - Darlene Zschech - VOTA |

## Artistas anteriores
- 4Him (Disuelto)
- Petra (Disuelto)
- The Rock N Roll Worship Circus (Disuelto)
- SONICFLOOd (Activo)
- Ten Shekel Shirt (Active, with Rounder Records)
- CeCe Winans (Active, with PureSprings Gospel)
- Kara Williamson (Active, as Kara Tualatai part of Prelude trio on Trackstar Recordworks)